# Den lille Ole med Paraplyen
"Den lille Ole med Paraplyen" (nogle gange kendt som "Ole Lukøje") er en børnesang fra 1872 med tekst af Peter Lemche (1835–1901) og melodi af Ole Jacobsen (1849-1921).
Sangen benyttes som godnatsang.

## Tekst
Teksten har baggrund i den folkelige forestilling om et lille væsen, Ole Lukøje, der fremkalder søvnen, og er især kendt fra H.C. Andersens eventyr af samme navn.
Om digtets tilblivelse fortælles det at det var efter et selskab på Peter Lemches gård, Nordre Onsgård, hvor skolebestyreren Ole Jacobsen stod med frakke på og paraply under armen, at Lemche spontant digtede de første par linjer.
Dagen efter færdiggjorde han digtet.
Jacobsen satte senere musik til digtet, der blev fremført første gang den 22. december 1873 af Lemches treårige niece Margrethe Speerscneider.
Digtet har fire eller fem strofer, hver med fire verselinjer. Digtets rimskema er AAbb.
En version med fire strofer findes i Danmarks Melodibog udgivet i 1895. Første strofe her lyder:
Den lille Ole med Paraplyen,

Ham kender alle Smaafolk i Byen,

Hver lille Pige, hver lille Dreng,

han genner skælmsk i sin lille Seng
Lemches digt omtaler blot én paraply, men i H.C. Andersens eventyr bærer Ole på to paraplyer – en til de artige og en til de uartige børn.
Man ser variationer af teksten.
For eksempel første strofes sidste verselinje kan synges "han genner skælmsk i sin lille seng"
eller
"han lægger sødt i sin lille seng",
som forekommer i et skillingsvisetryk.
Navnet "Ole" forekommer for øvrigt ofte i populære danske børnesange, således i Oles Nye Autobil, Ole sad på en knold og sang, Han Ole bor på heden og Mors lille Ole.
Anden strofe fortsætter:
Dog vil han først Paraplyen brede

og Uskylds Hygge om Lejet sprede,

saa vil i Drømme den lille Fyr

fortælle dejlige Eventyr
I forhold til H.C. Andersens eventyr er Lemckes tekst blevet kaldt en "tam affære" med en "slap religiøsitet" og "blege abstrakter", såsom anden strofes frase "Uskylds Hygge".
Tredje og fjerde strofe lyder:
Han kan fortælle om Stjerner klare,

om Himlens hellige Engleskare

og om den yndige, milde Fe,

som alle Børn vil saa gerne se.
Og har om Dagen de artig været

og kærlig Fader og Moder æret,

da kan saa glade til Sengs de gaa

og drømme sødt om Guds Engle smaa.
At artige børn drømmer sødt følger H.C. Andersens eventyr hvor det hedder "under hver Arm holder han en Paraply, een med Billeder paa, og den sætter han over de gode Børn, og saa drømme de hele Natten de deiligste Historier".
En skillingevise har et femte vers:
Og naar om Morgenen Solen skinner,

Da vaagner de med smaa røde Kinder,

Og takke Gud for, hvad de har drømt,

Og kysse Fader og Moder ømt.

## Musik
Melodiens toneomfang er en duodecim og sangen noteres gerne i F-dur hvorved den spænder fra et c og op til et g, — en noget høj tone for den utrænede sanger.
Melodien holder sig inden for de diatoniske toner med undtagelsen af delen hvor der synges "småfolk i byen", som indeholder en kromatisk opgang.
Melodiens rytmiske skema er forholdsvis enkel med kun to taktvariationer: (A)AAAAABA(B)
Musikkens tempo er set angivet til andante.

## Indspilninger og inspiration
Tekst og et klaverarrangement forekommer i Danmarks Melodibogs første bind udgivet i 1895.
Sangen er også at finde i børnesangbogen De små synger.
Den har været trykt som skillingsvise af Bernh. Wennstrøm i København med Christine og Jægeren som a-vise. Her er tredje og fjerde verselinje angivet til at skulle gentages.
Søs Fenger indspillede en version til sit album Vuggeviser fra 2007.
Kim Larsen har også sunget sangen, den har været på Nana Mouskouris repertoire,
og Victor Borge indarbejdede den i sit medley over danske folkesange.
Den amerikanske folkemusiker Ross Sutter har indsunget en version på engelsk.
Sangens første linjer gav navn til et maleri som Emilie Mundt malede i 1894.
De blev ligeledes brugt i digtet Tandfeen af Søren Ellemoses digtsamling Usamlede Digte fra 2009.